# سید مجید حسنی‌زاده
سید مجید حسنی‌زاده (متولد آبان ۱۳۳۱) دانشمند ایرانی مقیم هلند، استاد تمام و مدیر گروه بخش هیدروژئولوژی دانشکده علوم زمین دانشگاه اوترخت هلند است. مطالعات اصلی وی در زمینه‌های بررسی جریان سیالات، جابه‌جایی مواد حل شونده و کلوئیدها در محیط متخلخل با رویکرد توسعه تئوری، مطالعه آزمایشگاهی و مدلسازی آنها می‌باشد. تمرکز اصلی مطالعات وی به‌طور خاص بر روی جریان دوفازی، جابه‌جایی مواد واکنشی در درجات اشباع مختلف محیط متخلخل، جابه‌جایی میکروارگانیسم‌ها و مواد زیست تخریب پذیر می‌باشد.
از سوابق کاری وی می‌توان به حضور در مؤسسه صنعتی آبادان (ایران، ۱۳۵۷–۱۳۶۱)، مدیر پروژه در شرکت مهندسی مشاور یکم (ایران، ۱۳۶۱–۱۳۶۵)، محقق ارشد در انستیتوی ملی بهداشت عمومی و محیط زیست هلند (هلند، ۱۳۶۵–۱۳۷۴)، دانشیار (۱۳۷۴–۱۳۸۱) و سپس استاد (۱۳۸۱–۱۳۸۳) در دانشکده مهندسی عمران و علوم زمین دانشگاه صنعتی دلفت هلند می‌توان نام برد. او همچنین ملاقات‌های هیئت علمی در دانشگاه نوتردام در آمریکا، دانشگاه بوردو در فرانسه، موسسه پلی تکنیک فدرال لوزان در سوئیس و دانشگاه اشتوتگارت در آلمان برگزار کرده‌است.
وی در بیش از ۳۰۰ مطلب نشر شده در مجلات، کتاب‌ها و گزارش‌های فنی علمی مشارکت داشته‌است. وی همچنین عنوان سردبیر پیشین مجله Advances in Water Resources (1369-1381)، کمک سردبیر مجله Vadose Zone Journal (1382-1388) و مجله Water Resources Research (1383-1389)، عضویت در هیئت مشاوره بین‌المللی ژورنال مهندسی هیدرولیک (از سال ۱۳۸۳)، عضویت در گروه سردبیری مجله‌های Transport in Porous Media (از سال ۱۳۶۸)، Open Hydrology Journal (از سال ۱۳۶۷–۱۳۸۹)، Kuwait Journal of Science, Journal of Porous Media (از سال ۱۳۸۹)، Special Topics & Reviews in Porous Media; An International Journal (از سال ۱۳۸۹)، Journal of Fluid (از سال ۱۳۶۶) در کارنامه دارد.
پروفسور حسنی‌زاده به عنوان برگزار کننده جلسه یا عضو کمیته‌های مختلف آکامی علوم هنر و علوم سلطنتی هلند، سازمان تحقیقات علمی هلند، اتحادیه ژئوفیزیک آمریکا، انجمن علوم خاک آمریکا، اتحادیه علوم زمین اروپا، انجمن بین‌المللی محیط‌های متخلخل و انجمن بین‌المللی علوم هیدرولوژی فعال می‌باشد. وی در تعداد زیادی از پروژه‌هایی که توسط شورای تحقیقات اروپا NWO، EU، TRIAS، SKB، TNO، BTS تامین مالی شده‌اند، رهبری و یا مشارکت داشته است. وی راهنمایی نزدیک به 100 پایان‌نامه کارشناسی‌ارشد، رساله دکتری و پژوهش پسادکتری؛ مشارکت در برگزار کردن بیش از 50 کنفراس بین‌المللی، کارگاه و دوره‌های کوتاه آموزشی؛ حضور در کمیته‌های تخصصی بیش از 50 کنفرانس بین‌المللی و کارگاه آموزشی؛ دعوت شدن به بیش از 80 جلسه بین‌المللی علمی و دوره کوتاه آموزشی را در کارنامه کاری خود دارد. از مهمتری خدمات ایشان می‌توان به همکاری در تاسیس انجمن بین‌المللی محیط‌های متخلخل (به اختصار InterPore) در سال 2008 نام برد که یک انجمن غیرانتفاعی مستقل می‌باشد و اهداف اصلی آن پیشبرد و انتشار دانش مورد نیاز برای درک، توصیف و مدلسازی محیط‌های متخلخل طبیعی و صنعتی می‌باشد. این انجمن بیش از 2000 عضو دارد و در حال حاضر فعال و در حال رشد می‌باشد.

## بیوگرافی
سید مجید حسنی‌زاده در سال 1331 در شهر تویسرکان واقع در استان همدان به دنیا آمد. در آن زمان پدر وی معلم یک مدرسه محلی بود. او هنگامی که نه ساله بود، به همراه خانواده‌اش به شهر ایلام مهاجرت کردند. هشت سال بعد آنها به شهر کرج جایی که وی سال های آخر دبیرستان را به اتمام رساند، مهاجرت کردند. در طول مقطع دبیرستان، وی همواره در زمره شاگردان ممتاز قرار داشت. وی در آن زمان تصمیم به تحصیل در مقطع کارشناسی مهندسی عمران در دانشگاه شیراز (پهلوی سابق) گرفت. وی در زمان تحصیل، تمرکز اصلی خود را بر دروس اختیاری مرتبط با علوم آب قرار داد، که به گفته خودش علت این کار، ارزش آب در زبان و ادبیات فارسی ایران بوده است. پس از فارغ التحصیلی از مقطع کارشناسی، بورسیه تحصیلی دانشگاه پرینستون آمریکا به وی پیشنهاد شد و وی توانست مدرک دکتری خود را در سال 1357 در مهندسی عمران با گرایش هیدرولوژی دریافت کند.

## تحصیلات
لیسانس عمران خود را از دانشگاه شیراز (پهلوی سابق) در سال 1353 گرفت. پس از آن فوق لیسانس و دکترای خود را از دانشگاه پرینستون آمریکا در رشته مهندسی عمران با گرایش هیدرولوژی در سال 1357 دریافت کرد.

## جوایز
- عضویت دز انجمن اتحادیه زمین شناسی آمریکا در سال 2002.
- عضویت انجمن پیشبرد علوم آمریکا در سال 2007.
- گرفتن درجه افتخاری دکتری مهندسی از دانشگاه اشتوتگارت در سال 2008.
- برنده شدن جایزه هومبلت از بنیاد الکساندر ون هومبولت آلمان.
- انتخاب توسط انجمن ملی آب‌های زیرزمینی آمریکا در سال 2011 به عنوان مدرس برجسته دارسی برای سال 2012.
- ارائه حدود 80 سخنرانی در 57 نقطه مکان مختلف دنیا در دوره سال 2012.
- انتخاب شدن توسط انجمن علوم خاک آمریکا بزای دریافت جایزه Don and Bety Kirkham Soil Physics Award.
- دریافت 2.4 میلیون یورو بودجه پژوهشی از شورای تحقیقات اروپا در سال 2013.
- دریافت مدال سلطنتی افتخار Knight in the Order of Netherlands Lion به پاس دست آرودهای علمی، نقش اصلی در تاسیس و رهبری انجمن بین‌المللی محیط‌های متخلخل در سال [۳]2015.
- دریافت مدال Robert E. Horton Medal از طرف اتحادیه زمین شناسی آمریکا به پاس خدمات برجسته در حوزه علوم هیدرولوژی در سال [۴]2019.